# ニクシッチ
ニクシッチ（モンテネグロ語・セルビア語:Никшић / Nikšić）はモンテネグロの都市。北緯42度47分 東経18度56分 / 北緯42.78度 東経18.94度に位置している。
ニクシッチの町の人口は、2003年の国勢調査によると58,212人である。ニクシッチの人口はポドゴリツァについで2番目に大きい。ニクシッチを中心とするニクシッチ自治体の人口は75,282人であり、単独の自治体としてはモンテネグロ最大である（ポドゴリツァは2つの自治体によって構成されている）。ニクシッチはモンテネグロの産業、文化、教育の拠点のひとつとなっている。

## 住民
ニクシッチはニクシッチ自治体の中心であり、同自治体はジュパ（Župa）と呼ばれる肥沃で人口の多い平地を包含している。自治体の人口は2003年の国勢調査によると75,282人である。ニクシッチの町の人口は58,212人である。

### ニクシッチの人口推移
- 1981年3月3日 - 50,399人
- 1991年3月3日 - 56,141人
- 2003年11月1日 - 58,212人

### 民族構成

#### 1991年
- モンテネグロ人 - 88.17%
- セルビア人 - 5.71%
- ムスリム人 - 2.03%
- ロマ - 1.07%

#### 2003年
| 民族           | 人数   | 比率   |
| -------------- | ------ | ------ |
| モンテネグロ人 | 47,154 | 62.63% |
| セルビア人     | 20,129 | 26.74% |
| ムスリム人     | 7.999  | 10.63% |
| 合計           | 75,282 | 100%   |

## 文化
ニクシッチの町は4世紀にゴート族によって築かれた。当初の町の名前はゴート語でアナガストゥム（Anagastum）と呼ばれており、後にオンゴシュト（Onogošt）となった。かつての町の遺構はニクシッチの歴史的・文化的遺産となっている。
ニクシッチには豊富な文化と歴史的遺産があり、イリュリア時代、古代ローマ時代からの遺産が多く残されている。発見されたふるい文書や遺物の多くは地元の博物館や書庫、文化センターに収められている。文化センターのほかにも、文化的施設や劇場、ザフムリェ（Zahumlje）公共施設などがある。また、ニクシッチ・テレビ、ニクシッチ・ラジオ、モンテナ・ラジオやその他のメディアが拠点を置いている。

## 教育
ニクシッチには40の教育施設があり、11の保育所、25の小学校（うちひとつは初等音楽学校）、4の高等学校、そして高等教育機関として1つの哲学学校がある。

### 哲学学校
ニクシッチの哲学学校はモンテネグロでの数十年におよぶ高等教育の伝統に根ざしており、その起源はモンテネグロで初の大学である1947年設立のツェティニェ専修学校に関係している。ツェティニェ専修学校では小学校教師を養成し、1963年からはニクシッチ専修学校の名で引き継がれた。1977年、ニクシッチ専修学校は教育専修学校へと改組され、1988年の「高等教育・研究活動の合理化プログラム」に基づいて哲学学校と改称された。ニクシッチの哲学学校では、教育と科学を複合した学士教育、専門家・修士課程教育、博士課程教育を行っている。

## 経済
ニクシッチは、ポドゴリツァとともに、モンテネグロで最大の産業地帯のひとつである。製鉄所、ボーキサイト鉱山、醸造所など、多くの産業がニクシッチに集まっている。
ユーゴスラビア崩壊に伴う経済の混乱によって産業は大きく打撃を受けたが、その後回復に向かっている。産業の民営化は部分的には完了し、一部ではまだ中途である。
ニクシッチの大規模な製造業は社会主義時代ほど多くの労働者を雇用できず、第三次産業の労働者比率が高まっている。

## 交通
ニクシッチの主要な道路網は、ニクシッチとポドゴリツァを結ぶE762である。この道路は長さ55キロメートルにおよび、比較的新しい2斜線道路である。ニクシッチはまたモンテネグロからボスニア・ヘルツェゴビナへと向かう交通路の拠点であり、北にはフォチャ、南西にはトレビニェ（Trebinje）へと続いている。ニクシッチからトレビニェへ至る道路のわき道にはコトル湾のリサン（Risan）へと続く道があり、モンテネグロの沿岸地方への最短路となっている。ニクシッチからはまたシャヴニク（Šavnik）を通ってジャブリャク（Žabljak）へと続く道路がある。
ニクシッチはポドゴリツァと鉄道でも結ばれているが、鉄道は主にニクシッチで生産されたボーキサイトをポドゴリツァ・アルミニウム工場（Podgorica Aluminium Plant）へと運ぶのに使われている。鉄道は補修と電化が進められており、2009年に旅客輸送を始める予定となっている。
ポドゴリツァ空港はニクシッチから70キロメートルのところにあり、同空港からはベオグラード、ブダペスト、チューリッヒ、フランクフルト・アム・マイン、リュブリャナ、パリ、ローマ、ウィーンへと結ばれている。

## 著名な出身者
- ミロ・ジュカノヴィッチ - 政治家
- ジヴコ・ニコリッチ - 映画監督
- ゼリコ・ペトロビッチ - サッカー選手
- ミルコ・ヴチニッチ - サッカー選手